# Iván Hurtado
Iván Jacinto Hurtado Angulo (* 16. srpna 1974 Esmeraldas) je bývalý ekvádorský profesionální fotbalista, který hrál na pozici středního obránce. 
Začínal v CD Esmeraldas Petrolero v rodném městě. V roce 1992 přestoupil do CS Emelec, kde vyhrál ekvádorskou ligu v letech 1993 a 1994. Pak hrál v Mexiku za Celaya FC, Tigres UANL a Querétaro FC. V roce 2002 se vrátil do Ekvádoru a hrál za Barcelona SC. V roce 2004 získal své jediné evropské angažmá v Realu Murcia, ale během sezóny odešel do mexického CF Pachuca. Pak působil v Kataru a Kolumbii, s týmem Atlético Nacional získal v roce 2007 kolumbijský titul. V závěru kariéry se vrátil do Ekvádoru.
Byl znám jako elegantní a technicky vybavený stoper s pozičním přehledem a přesnou nahrávkou. Díky kopací technice byl také častým exekutorem standardních situací. Měl přezdívku Bam Bam podle postavy ze seriálu Flintstoneovi.
Ekvádor reprezentoval již v kategoriích do šestnácti a sedmnácti let. V seniorské ekvádorské reprezentaci debutoval v roce 1992 a rozloučil se v říjnu 2014 utkáním proti El Salvadoru. Celkem odehrál v národním týmu 168 zápasů, je ekvádorským rekordmanem a patří mezi dvacet nejčastěji reprezentujících světových hráčů všech dob. Po svém odchodu měl také nejvíce reprezentačních startů ze všech jihoamerických reprezentantů, o tento rekord ho však v roce 2022 připravil Lionel Messi. V reprezentačním dresu vstřelil Hurtado pět branek. Na světovém šampionátu byl při debutu Ekvádoru na Mistrovství světa ve fotbale 2002 a byl kapitánem mužstva na Mistrovství světa ve fotbale 2006, kde Ekvádorci poprvé postoupili do osmifinále. Šestkrát hrál na jihoamerickém šampionátu (1993, 1995, 1997, 1999, 2004 a 2007), nejlepším výsledkem bylo čtvrté místo na Copa América 1993. Byl také vítězem Korejského poháru v roce 1995 a Kanadského poháru v roce 1999. Startoval na Kirin Cupu v roce 1995 a na Zlatém pohár CONCACAF 2002.
V roce 2013 byl zvolen poslancem Národního shromáždění za stranu Alianza PAIS. Spolu s Agustínem Delgadem také provozuje nadaci umožňující nemajetným dětem sportovní vyžití.